# Arsenal Football Club 1997-1998
Questa voce raccoglie le informazioni riguardanti l'Arsenal Football Club nelle competizioni ufficiali della stagione 1997-1998.

## Rosa
| N. |                        | Ruolo | Calciatore          |
| -- | ---------------------- | ----- | ------------------- |
| 1  | Inghilterra (bandiera) | P     | David Seaman        |
| 2  | Inghilterra (bandiera) | D     | Lee Dixon           |
| 3  | Inghilterra (bandiera) | D     | Nigel Winterburn    |
| 4  | Francia (bandiera)     | C     | Patrick Vieira      |
| 5  | Inghilterra (bandiera) | D     | Steve Bould         |
| 6  | Inghilterra (bandiera) | D     | Tony Adams          |
| 7  | Inghilterra (bandiera) | C     | David Platt         |
| 8  | Inghilterra (bandiera) | A     | Ian Wright          |
| 9  | Francia (bandiera)     | A     | Nicolas Anelka      |
| 10 | Paesi Bassi (bandiera) | A     | Dennis Bergkamp     |
| 11 | Paesi Bassi (bandiera) | C     | Marc Overmars       |
| 12 | Liberia (bandiera)     | A     | Christopher Wreh    |
| 13 | Austria (bandiera)     | P     | Alexander Manninger |
| 14 | Inghilterra (bandiera) | D     | Martin Keown        |

| N. |                        | Ruolo | Calciatore      |
| -- | ---------------------- | ----- | --------------- |
| 15 | Inghilterra (bandiera) | C     | Ray Parlour     |
| 17 | Francia (bandiera)     | C     | Emmanuel Petit  |
| 18 | Francia (bandiera)     | D     | Gilles Grimandi |
| 19 | Francia (bandiera)     | C     | Rémi Garde      |
| 20 | Inghilterra (bandiera) | D     | Matthew Upson   |
| 21 | Portogallo (bandiera)  | A     | Luís Boa Morte  |
| 23 | Germania (bandiera)    | C     | Alberto Mendez  |
| 24 | Inghilterra (bandiera) | P     | John Lukic      |
| 26 | Inghilterra (bandiera) | P     | Vince Bartram   |
| 28 | Inghilterra (bandiera) | C     | Stephen Hughes  |
| 30 | Inghilterra (bandiera) | D     | Gavin McGowan   |
| 34 | Inghilterra (bandiera) | D     | Jason Crowe     |
| 35 | Italia (bandiera)      | C     | Paolo Vernazza  |
| 36 | Libia (bandiera)       | C     | Jehad Muntasser |